# 淳熙曆
《淳熙曆》，是中国古代曆法，南宋使用的第四部历法，屬於陰陽曆。
宋高宗淳熙三年（1176年），刘孝荣修成。从淳熙四年（1177年）颁布施行，取代《乾道曆》。岁实（回归年）为365.2436日，朔策（朔望月）为29.53060日。至宋光宗绍熙元年（1190年），被《會元曆》取代。